# Haliastur
Haliastur és un gènere d'ocells rapinyaires de la família dels accipítrids (Accipitridae). Viuen en hàbitats molt variats, que inclouen zones forestals i costaneres, rius, terres de conreu i sabanes, des del Pakistan, a través de l'Índia i Indonèsia fins a Austràlia i Melanèsia.

## Llistat d'espècies
Segons la Classificació del Congrés Ornitològic Internacional (versió 12.2, juliol 2022) aquest gènere està format per dos espècies:
- Milà capblanc (Haliastur indus).
- Milà xiulador (Haliastur sphenurus).